# 認定こども園なさき
社会福祉法人四恩会  認定こども園なさき（しゃかいふくしほうじんしおんかい にんていこどもえんなさき）は、茨城県古河市にある、私立幼稚園、認定こども園である。

## 沿革

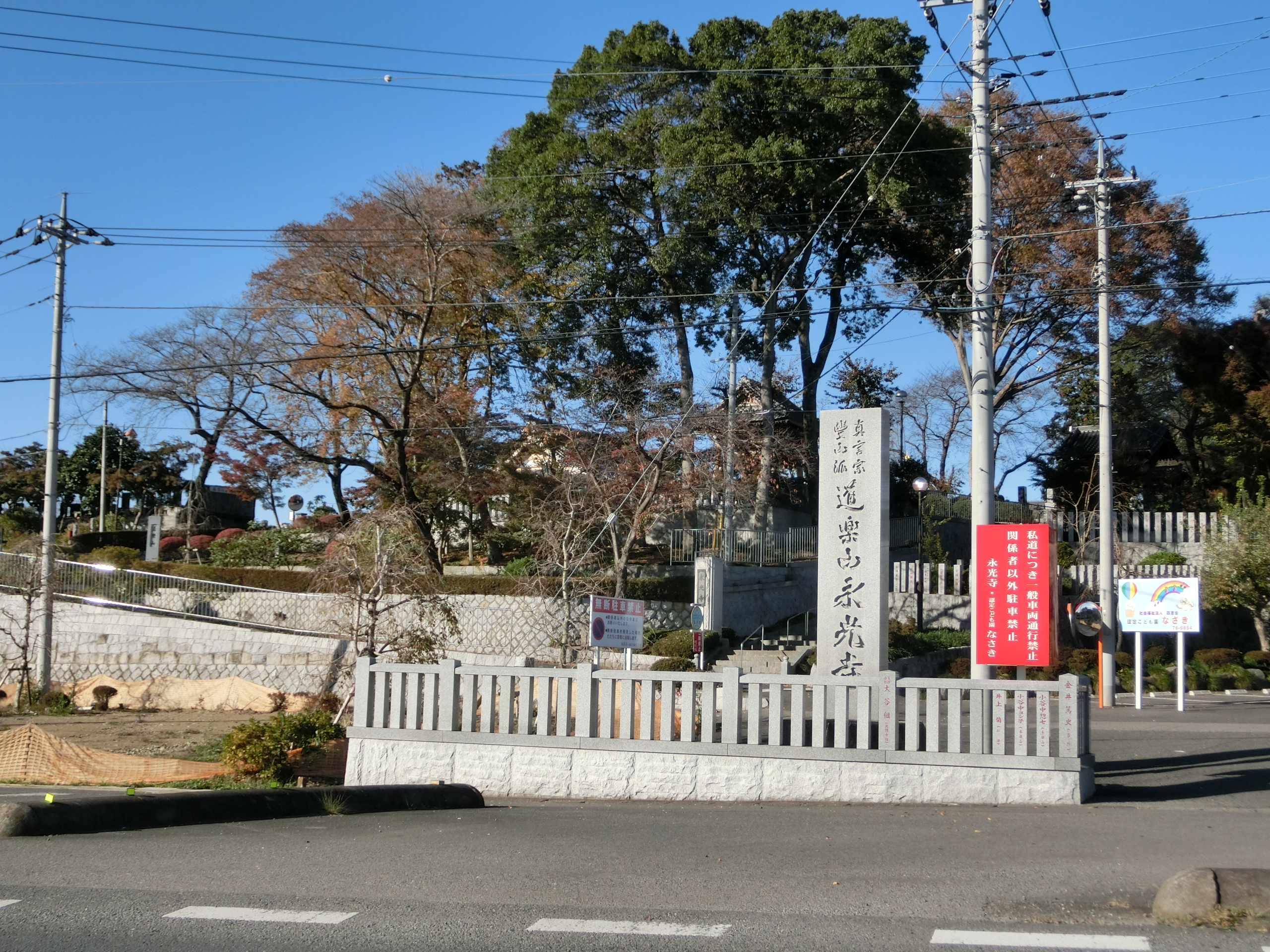
園と隣接している永光寺

- 1954年（昭和29年）10月 - 名崎保育園  園舎建築
- 1957年（昭和32年）2月 - 茨城県知事認可
- 1972年（昭和47年）3月 - 社会福祉事業法による社会福祉法人として厚生大臣認可
- 1976年（昭和51年）4月 - 民間優良保育施設として（宮内庁）天皇より御下賜金を拝授する
- 1980年（昭和55年）2月29日 - 文科省認可
- 1980年（昭和55年）3月24日 - 学校法人顕真学園名崎幼稚園と称す
- 1980年（昭和55年）4月1日 - 開園
- 2013年（平成25年）5月 - 幼保一体の複合施設建築
- 2014年（平成26年）1月 - 新園舎完成
- 2014年（平成26年）4月1日 - 茨城県認可幼保連携型の「認定こども園」としてスタート